# Сан Ђорђо Лукано
Сан Ђорђо Лукано (итал. San Giorgio Lucano) је насеље у Италији у округу Матера, региону Базиликата.
Према процени из 2011. у насељу је живело 1241 становника. Насеље се налази на надморској висини од 366 м.

## Становништво
Према резултатима пописа становништва 2011. у општини је живело 1.290 становника.
| 1931. | 1936. | 1951. | 1961. | 1971. | 1981. | 1991. | 2001. | 2011. |
| ----- | ----- | ----- | ----- | ----- | ----- | ----- | ----- | ----- |
| 2.513 | 2.659 | 2.870 | 2.841 | 2.455 | 2.031 | 1.820 | 1.510 | 1.290 |